# Средний рыболовный морозильный траулер типа «Василий Яковенко»
Средние рыболовные морозильные траулеры типа «Василий Яковенко»  (проект 502ЭМ) —  серия средних рыболовных траулеров (СРТМ). 
Строились в период с 1971 по 2009 год на судостроительном заводе «Ленинская кузница» в Киеве. Всего было построено 347 судов. Предназначались для лова рыбы с помощью трала или кошелькового невода в морской и океанической промысловых зонах, переработки рыбы в мороженую продукцию с возможностью хранения или передачи её на транспортные рефрижераторы и береговые пункты приёма.
В средней части корпуса судна (длиной 54,8 метра) размещены надстройка с ходовой рубкой и бытовыми помещениями. Машинное отделение смещено ближе к корме. На рабочей палубе размещены ваерная лебедка с барабанами для ваеров (стальных тросов несущих трал). В корме судна имеется малый портал и слип (специальный наклонный участок палубы по которому осуществляется спуск и подъём трала).
Суда снабжены дизельным двигателем мощностью 1000 или 1160 л.с., двумя рефрижераторными трюмами общим объёмом 414 кубических метров, с температурой охлаждения  -18 градусов. Технологическое оборудование судна позволяет производить до 22 тонн мороженой рыбы в сутки.
СРТМ типа «Василий Яковенко» могут автономно работать в море до 28 суток.
- Средний рыболовный морозильный траулер типа «Василий Яковенко» проект 502ЭМ
- СРТМ типа «Василий Яковенко»